# 164e Infanteriedivisie (Wehrmacht)
De 164e Infanteriedivisie (Duits: 164. Infanterie-Division) was een Duitse infanteriedivisie tijdens de Tweede Wereldoorlog. De divisie werd opgericht in de winter 1939/40 en was tijdens de veldtocht in het Westen in 1940 reserve. Tijdens de Balkanveldtocht kwam de divisie slechts kort in actie en bleef daarna bezettingsmacht in Noord-Griekenland. In november 1941 werd de divisie naar Kreta verplaatst en daar in januari 1942 omgevormd tot vestingsdivisie. 

## Geschiedenis

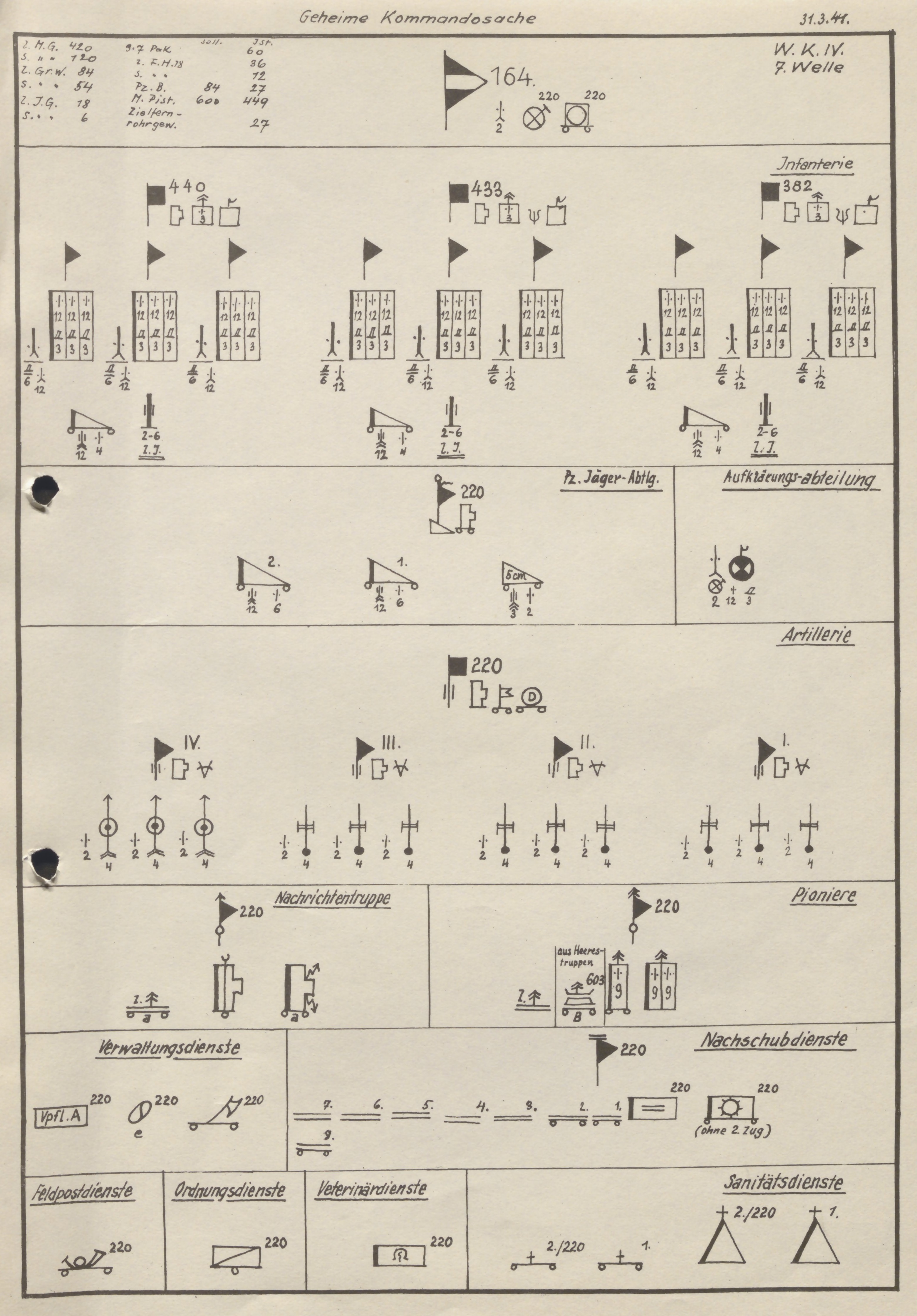
Samenstelling 164e Infanteriedivisie op 31 maart 1941

De 164e Infanteriedivisie werd opgericht op 27 november 1939 in op Oefenterrein Königsbrück bij Dresden in Wehrkreis IV. De 164e Infanteriedivisie was een divisie van de 7e Aufstellungswelle. Deze Welle werd samengesteld eind 1939, toen de Wehrmacht zich voorbereidde op de Slag om Frankrijk. In deze 7e Welle-eenheden werden de antitankdetachementen ondersteund door een fietscompagnie. Ze waren bewapend met Duits materieel, in plaats van met het Tsjechoslowaakse materieel van de 5e en 6e Welle. Tegen 20 januari 1940 was de divisie op volledige sterkte nadat Feldersatz-Bataillone 4, 14 en 44 waren toegevoegd. In de eerste maanden van 1940 diende de divisie ook als Lehr-Division. De training duurde tot juni 1940.

### Veldtocht tegen Frankrijk
Vanaf 5 juni 1940 werd de divisie als OKH reserve naar Bitburg overgebracht. Vervolgens marcheerde de divisie in het achterland via Luxemburg naar Rethel en tot net noordelijk van Reims. Op geen enkel moment kwam de divisie in de buurt van het front. In dit gebied noordelijk van Reims bleef de divisie vervolgens tot januari 1941.

### Balkan
Eind januari 1941 werd de divisie naar Roemenië verplaatst als voorbereiding op de aanval op Griekenland. De vestigingsplaats was Vedea. Vanaf 9 april 1941 kwam de divisie in actie als deel van het 30e Legerkorps me.t een aanval door Thracië via het Rodopegebergte richting Xanthi. Vanaf daar rukte de divisie dan westwaarts op naar Saloniki. Ook nam een deel van de divisie op 25 april 1941 het eiland Limnos in. De divisie bleef, als bezettingsmacht in dit gebied rond Saloniki en op Limnos, gedurende het volgend halve jaar. Vanaf november 1941 werd de divisie per schip en per vliegtuig vervoerd naar Kreta.

### Einde
De 164e Infanteriedivisie werd op 10 januari 1942 op Kreta omgedoopt in Vestingsdivisie Kreta. Ook delen van de opgeheven 713e Infanteriedivisie gingen in de divisie op.

## Commandanten
| Rang                                     | Naam            | Begin           | Eind            |
| ---------------------------------------- | --------------- | --------------- | --------------- |
| Oberst vanaf 1 januari 1940 Generalmajor | Konrad Haase    | 1 december 1939 | 10 januari 1940 |
| Generalmajor                             | Josef Folttmann | 10 januari 1940 | 10 januari 1942 |

## Bovenliggende bevelslagen
| Legerkorps         | Leger     | Legergroep     | Plaats/regio          | Begin            | Eind                |
| ------------------ | --------- | -------------- | --------------------- | ---------------- | ------------------- |
| in oprichting      |           |                | Königsbrück           | 27 november 1939 | begin juni 1940     |
| reserve            |           | OKH            | Bitburg               | 5 juni 1940      | juni 1940           |
| 23e Legerkorps     | 9. Armee  | Heeresgruppe A | Reims                 | juli 1940        | augustus 1940       |
| 42e Legerkorps     | 16. Armee | Heeresgruppe A | Reims                 | augustus 1940    | november 1940       |
| 23e Legerkorps     | 16. Armee | Heeresgruppe A | Reims                 | november 1940    | begin december 1940 |
| 11e Legerkorps     | 1. Armee  | Heeresgruppe D | Reims                 | 4 december 1940  | januari 1941        |
| 30e Legerkorps     | 12. Armee |                | Roemenië, Griekenland | januari 1940     | mei 1941            |
| 18e Bergkorps      | 12. Armee |                | Joegoslavië           | mei 1941         |                     |
| direct onder bevel | 12. Armee |                | Kreta                 | november 1941    | 10 januari 1942     |

## Samenstelling
- Infanterie-Regiment 382
- Infanterie-Regiment 433
- Infanterie-Regiment 440
- Artillerie-Regiment 220 (vier Abteilungen)
- Panzerjäger-Abteilung 220 (antitankbataljon)
- Fahrrad-Schwadron 220 (fietscompagnie)
- Pionier-Bataillon 220 (geniebataljon)
- Feldersatz-Bataillon 220 (vervangingsbataljon)
- Infanterie-Divisions-Nachrichtenabteilung 220 (verbindingsbataljon)
- Nachschubstruppen (bevoorradingstroepen)